# Julius Futterman
Julius Futterman (... – 1979) è stato un ingegnere e inventore statunitense.
Ingegnere elettronico, progettò l'amplificatore valvolare senza trasformatore d'uscita, chiamato sinteticamente con la sigla OTL (Output Transformer Less). Ciò fu fatto in origine per ridurre i costi dovuti all'uso di un costoso trasformatore d'uscita, che peraltro può dare una certa "colorazione" al suono. Gli intenditori sostengono che, proprio per l'assenza del trasformatore, l'OTL fornisca il miglior suono possibile.

## Il Progetto
L'idea che l'OTL rappresentasse una eccellente configurazione per un amplificatore fece nascere il progetto iniziale nell'anno 1954 e fu la prima configurazione OTL ad essere resa anche commerciabile. L'evoluzione del design OTL seguì l'avanzare della potenza e della qualità delle valvole realizzate dai vari costruttori, che cercavano invece dei dispositivi termoionici migliori per i televisori a colori.
La prima valvola di potenza ad essere utilizzata allo scopo fu la 12B4, in origine realizzata come finale per autoradio. Una delle ultime versioni impiega invece le 6LF6, ovvero la più famosa e generosa valvola utilizzata per la scansione orizzontale degli apparecchi televisivi.
La sua posizione di unico progettista di rilievo di apparecchi valvolari, concesse a Futterman l'accesso privilegiato ad una vastissima serie di valvole non appena queste vedevano la luce, applicandole all'evoluzione continua dei propri amplificatori.
In contrasto con quanto riportato su internet, se usati in modo adeguato ed accoppiati con il carico corretto, questo tipo di amplificatore al giorno d'oggi risulta sufficientemente stabile e duraturo. Molte problemi e rotture si sono nel tempo verificati su apparecchiature derivate dalle originali, o semplicemente mal accoppiate al carico.
Dopo la piccola produzione commerciale di apparecchi OTL di prima concezione, solamente dopo la morte di Futterman la Harvey Rosenberg portò la configurazione OTL ad una produzione su più larga scala.

## Harvey Rosenberg e la New York Audio Labs
Come detto sopra, dopo la morte di Futterman la Harvey Rosenberg fondò la New York Audio Labs portando il progetto OTL verso una diffusione commerciale. In particolare vi lavorarono gli Ingegneri Ted Hammond, Jon Sydor e Andy Fuchs. La costruzione interamente manuale (in gergo "in aria") di Futterman fu rimpiazzata da circuiti stampati, donati dal progettista Ron Uzzo che li utilizzò invece per i trasmettitori VHF ad alta frequenza. L'elevatissima banda passante rese molto difficoltosa la conversione dei circuiti "in aria" su circuito stampato. Infatti numerosi prototipi furono realizzati e confrontati con la versione "in aria" di Futterman, cioè col riferimento sonoro di stabilità di ripetibilità.
La Rosenberg beneficiò molto della nascita, nel 1981, dei diffusori ESL-63 da parte della Quad Electroacoustics. Gli ESL-63, pur essendo considerati uno dei migliori diffusori mai costruiti, soffrivano di qualche anomalia, come ad esempio un andamento piuttosto irregolare e bizzarro del modulo dell'impedenza.
Gli OTL guadagnarono così la reputazione di essere gli amplificatori migliori possibili per i leggendari ESL-63, tanto che la NYAL vendette molti OTL proprio agli acquirenti e ai proprietari delle ESL-63.
Nonostante la NYAL sia ormai chiusa, molti modelli di diffusori elettrostatici sono stati prodotti a partire dal 2000 dalla Quad Electroacoustics sulla base del progetto ESL-63: si tratta delle ESL-988 ed ESL-989.
La Rosenberg chiude i battenti nel 2001. Dopo la chiusura della New York Audio Labs accadde che:
- John Sydor girò il mondo intero, e alla fine tornò a scuola in California.
- Ted Hammond lavorò per la Verizon. Dopo l'abbandono delle Verizon, ha continuato a lavorare come consulente, nel campo delle valvole termoioniche, dal suo ufficio di New York.
- Andy Fuchs lavora in proprio per la Fuchs Audio Technology, un'autorevole costruttore di amplificatori per chitarra.